# Thelypteris incerta
Thelypteris incerta là một loài thực vật có mạch trong họ Thelypteridaceae. Loài này được (Domin ex C. Chr.) C.F. Reed miêu tả khoa học đầu tiên năm 1968.